# 伊与喜駅
伊与喜駅（いよきえき）は、高知県幡多郡黒潮町伊與喜にある、土佐くろしお鉄道（TKT）中村線の駅である。駅番号はTK29。

## 歴史
- 1963年（昭和38年）12月18日：国鉄中村線窪川駅 - 土佐佐賀駅間開通時に開設[2][3]。旅客のみ取扱う無人駅[4]。
- 1987年（昭和62年）4月1日：国鉄分割民営化に伴い、JR四国の駅となる[2]。
- 1988年（昭和63年）4月1日：中村線が第三セクター土佐くろしお鉄道へ転換、同社の駅となる[2]。

## 駅構造
単式ホーム1面1線を有する地上駅。

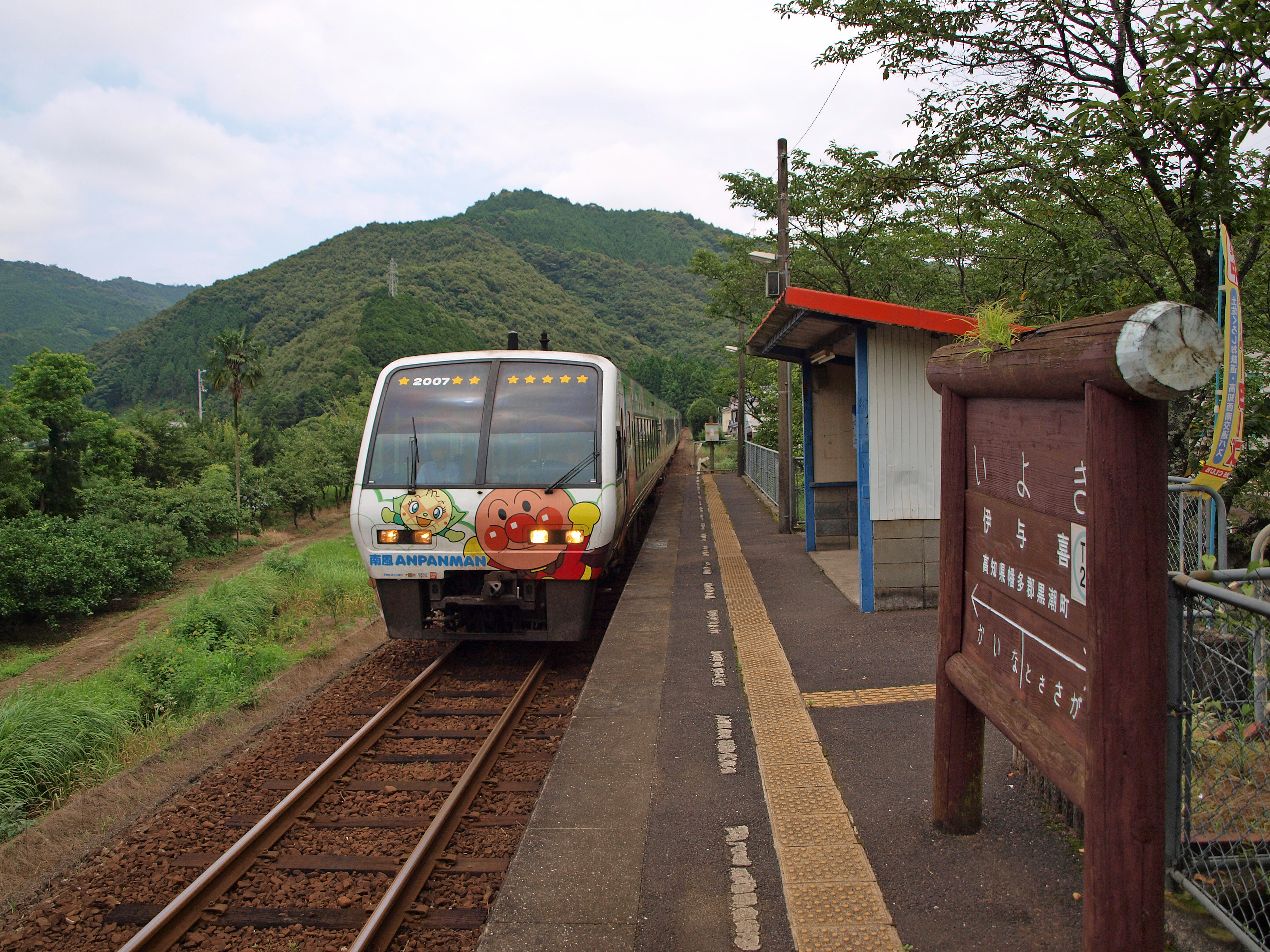
ホームを通過する下り列車

無人駅。駅舎は無いが、ホーム上に待合室が設置されている。

## 利用状況
| 1日乗降人員推移 | 1日乗降人員推移 |
| 年度            | 1日平均人数     |
| --------------- | --------------- |
| 2011年          | 42              |
| 2012年          | 32              |
| 2013年          | 28              |
| 2014年          | 17              |
| 2015年          | 21              |

## 駅周辺
- 国道56号
- 黒潮町立伊与喜小学校
- 伊与喜保育所

## バス路線
国道56号線沿いにある四万十交通「伊与喜小学校」停留所が最寄である。
- 窪川 - 佐賀線
  - 窪川駅前 行
  - 佐賀 行

## 隣の駅
土佐くろしお鉄道
■中村線
荷稲駅 (TK28) - 伊与喜駅 (TK29) - 土佐佐賀駅 (TK30)